# Chiastopsylla capensis
Chiastopsylla capensis är en loppart som beskrevs av De Meillon 1947. Chiastopsylla capensis ingår i släktet Chiastopsylla och familjen Chimaeropsyllidae. Inga underarter finns listade i Catalogue of Life.